# Sd.Kfz. 3
A 3-as speciális Maultier (Öszvér) jármű (Sd.Kfz. 3) egy féllánctalpas járműcsalád volt, amelyet a német Wehrmacht használt a második világháborúban.

## Előzmények
A Szovjetunió elleni 1941-es háború első téli hónapjai után a német hadsereg parancsnokai felismerték, hogy teherautóik – például Opel Blitz 3.6, Ford V 3000 S vagy a Mercedes-Benz L 3000 – teljesen alkalmatlanok az ottani rossz közúti körülményekhez és időjárási viszonyokhoz, különösen a raszputyica idején. A járművek gyakran elakadtak a mély hóban vagy sárban és tüzérségi, vadászrepülő vagy partizánok általi támadások célpontjává váltak. Nehéz féllánctalpas vontatók, mint például az Sd.Kfz. 9 vagy a Sd.Kfz. 7 pedig nem álltak elegendő mennyiségben rendelkezésre az ellátmányok szállítására ezért gyakran páncélozott lövészpáncélosokkal kellett vontatni, amelyeket így az első vonalbeli csapatoktól kellett elvonni. Az ellátási feladatok elvégzése céljából, úgy döntöttek, hogy teherautók féllánctalpas változatával próbálják orvosolni a helyzetet. Egy egyszerű megoldással a hátsó kerekek eltávolításával és a Panzer I lánctalpának a hajtótengellyel való összekapcsolásával egy sokkal jobb terepjáró képességű járművet kaptak amely már megbirkózott a feladattal. Az Sd.Kfz. 3 átalakítások többségét Opel Blitz S  modell teherautókon végezték, amelyek gyorsan és olcsón voltak átalakíthatók. 
A „Sztálin-orgona” azaz a Katyusa néven elhíresült szovjet rakéta sorozatvető fegyver német ellensúlyozására az Opel "Mule" alapján 1943-tól néhány Maultier teherautót páncélozott testtel és 10 csöves 15 cm Nebelwerfer 41 rakétaindítókkal fegyvereztek fel, ez lett Panzerwerfer 42.

## A Maultier különféle típusainak jellemzői
| Név                  | Maultier Opel Blitz                           | Maultier Ford               | Maultier Magirus          | Maultier Mercedes-Benz        |
| -------------------- | --------------------------------------------- | --------------------------- | ------------------------- | ----------------------------- |
| Típus                | 3.6-36S/SSM                                   | V3000 S/SSM                 | S 3000 S/SSM              | L 4500 R                      |
| Gyártó               | Opel                                          | Ford                        | Klöckner-Humboldt         | Daimler-Benz                  |
| Termelőüzem          | Rüsselsheim am Main/ Brandenburg an der Havel | Köln/Berlin                 | Deutz (ma Köln része)/Ulm | Stuttgart/Mannheim            |
| Súly                 | 3,9 tonna                                     | 3,9 tonna                   | 4,6 tonna                 | 7,7 tonna                     |
| Szállítási kapacitás | 2 tonna                                       | 2 tonna                     | 2 tonna                   | 4,5 tonna                     |
| Hosszúság            | 6 m                                           | 6,35 m                      | 6,15 m                    | 7,86 m                        |
| Szélesség            | 2,28 m                                        | 2,25 m                      | 2,25 m                    | 3,2 m                         |
| Magasság             | 2,05 m                                        | 2,10 m                      | 2,82 m                    | 2,35 m                        |
| Motor                | 6 hengeres Opel/Blitz 3,6 literes             | 8 hengeres Ford 3,9 literes | 4 hengeres Deutz-Dízel    | 6 hengeres Daimler-Benz-Dízel |
| Teljesítmény         | 68 Le (3000 fordulat/perc)                    | 95 Le (3500 ford./perc)     | 80 Le (2250 ford./perc)   | 112 Le (2250 ford./perc)      |
| Üzemanyagkapacitás   | 82 l                                          | 110 l                       | 70 l                      | 140 l                         |
| Végsebesség          | 38 km/h                                       | 40 km/h                     | 38 km/h                   | 36 km/h                       |
| Fogyasztás úton      | 50 l/100 km                                   | 60 l/100 km                 | 40 l/100 km               | 40 l/100 km                   |
| Fogyasztás terepen   | 100 l/100 km                                  | 120 l/100 km                | 100 l/100 km              | 120 l/100 km                  |
| Hatótávolság úton    | 160 km                                        | 180 km                      | 170 km                    | 200 km                        |
| Hatótávolság terepen | 80 km                                         | 80 km                       | 80 km                     | 100 km                        |

## Verzió
- A Daimler-Benz valamivel hosszabb verziót fejlesztett ki (a Panzerkampfwagen II levélrugós lánckerekes hajtóműve), 4,5 tonnás teherbíró képességgel. Körülbelül 1400 darab készült ebből a verzióból.
- Panzerwerfer 42, ezekből a járművekből mintegy 300-at gyártottak.
- A 2 cm-es Flak 38 gépágyúval felszerelt járműből csak néhány épült-
- A Klöckner-Deutz öszvér verziója, két tonnás teherbírással 1741 példányban épült.
- Ezen felül az Opel saját verziói épültek a Brandenburg an der Havel-i gyárban (Sd.Kfz. 3a) és a  Ford Kölnben (Sd.Kfz .; 3b).
- A Klöckner-Deutz verzió az első három fő változat közül a legjobban működött.

## Galéria

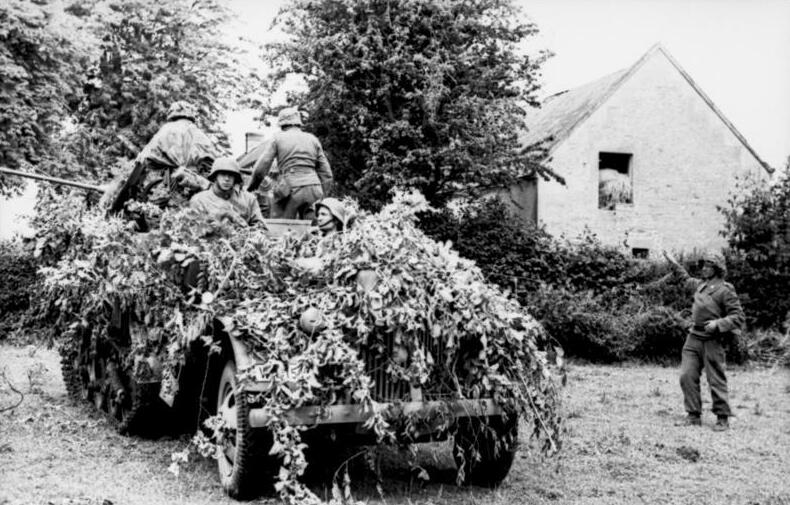
Álcázott "öszvér" Észak-Franciaországban 1944-ben
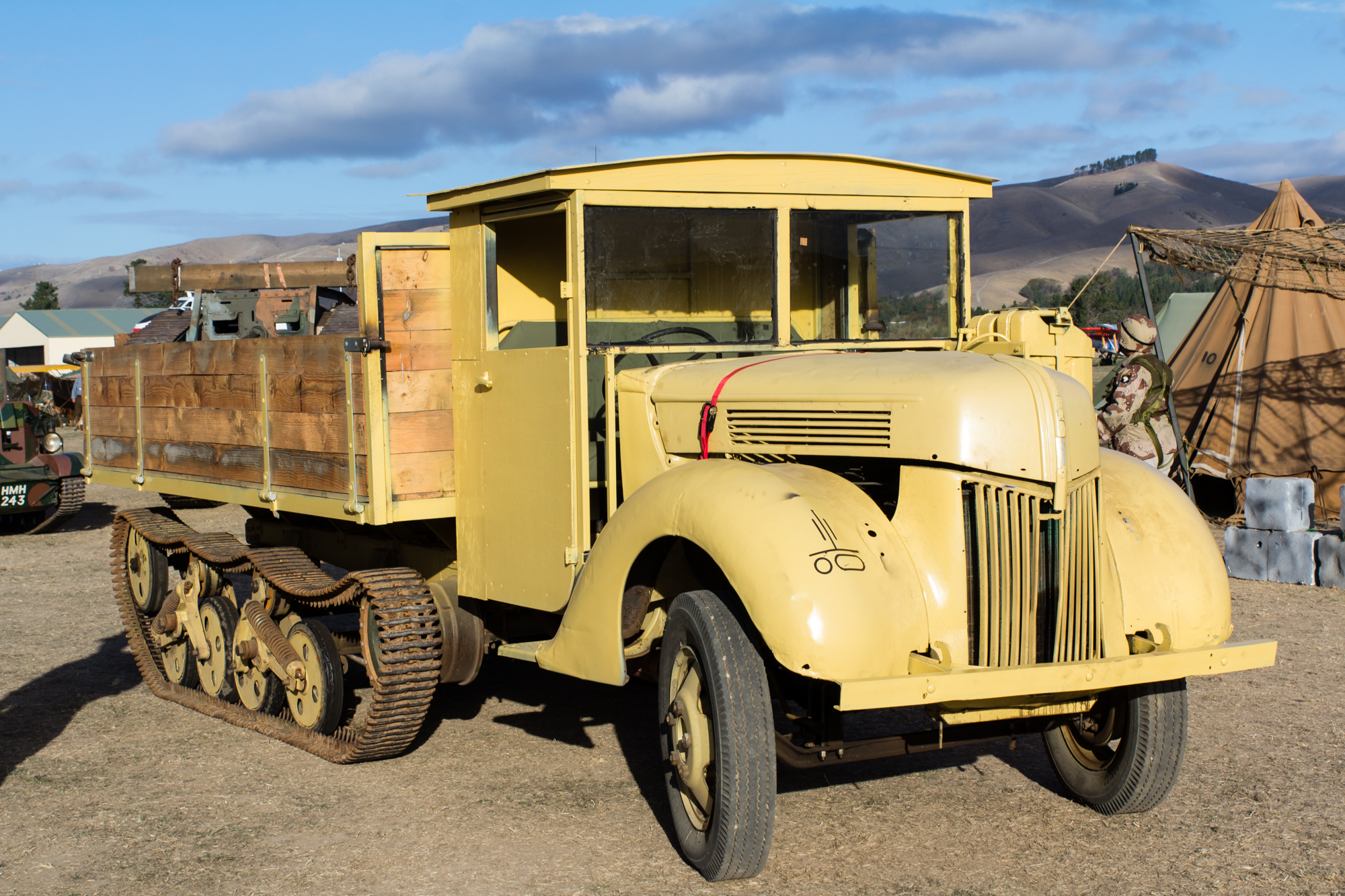
Ford öszvér (másolat)

## Lásd még
- Raupenschlepper Ost
- Sd.Kfz. 2
- Sd.Kfz. 251